# El-Amra (Égypte)
Pour les articles homonymes, voir El Amra.
El-Amra est un village égyptien situé au sud de la ville antique d'Abydos, à environ 120 km au sud de Badari, en Haute-Égypte, à quelques kilomètres au sud d'Abydos, et abritant une nécropole prédynastique du Néolithique tardif.
Les découvertes archéologiques faites en 1901 à El-Amra sont à l'origine de ce que l'on appelle aujourd'hui la culture amratienne, une culture de Nagada I de la Haute-Égypte prédynastique, qui a duré de 4300 à 3900 avant l'ère commune. En effet, un important cimetière datant de la période prédynastique y a été découvert, dont la plus ancienne phase date de Nagada I.

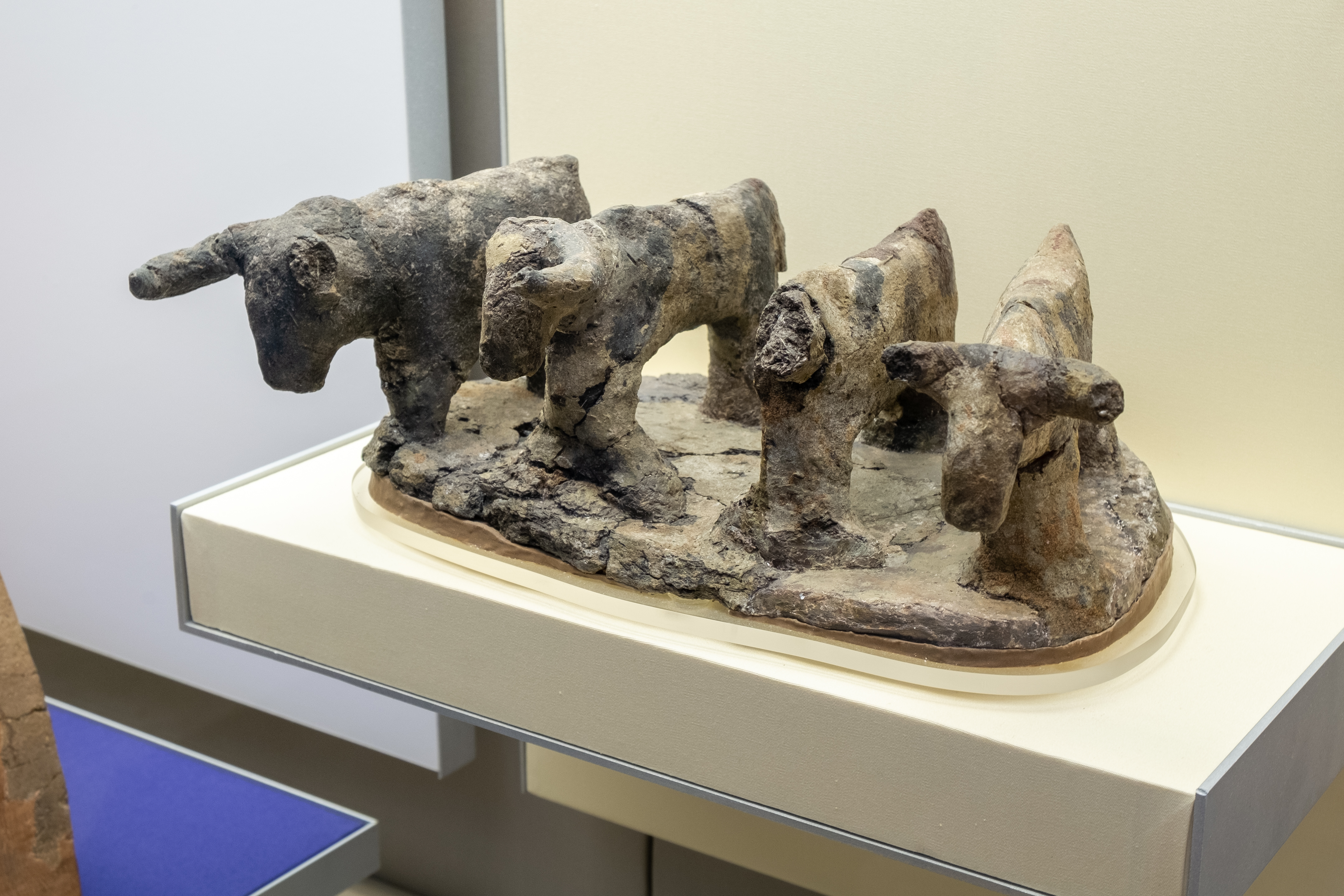
Figurine de bétail en argile d'El Amra, Nagada I - British Museum (EA 35506).
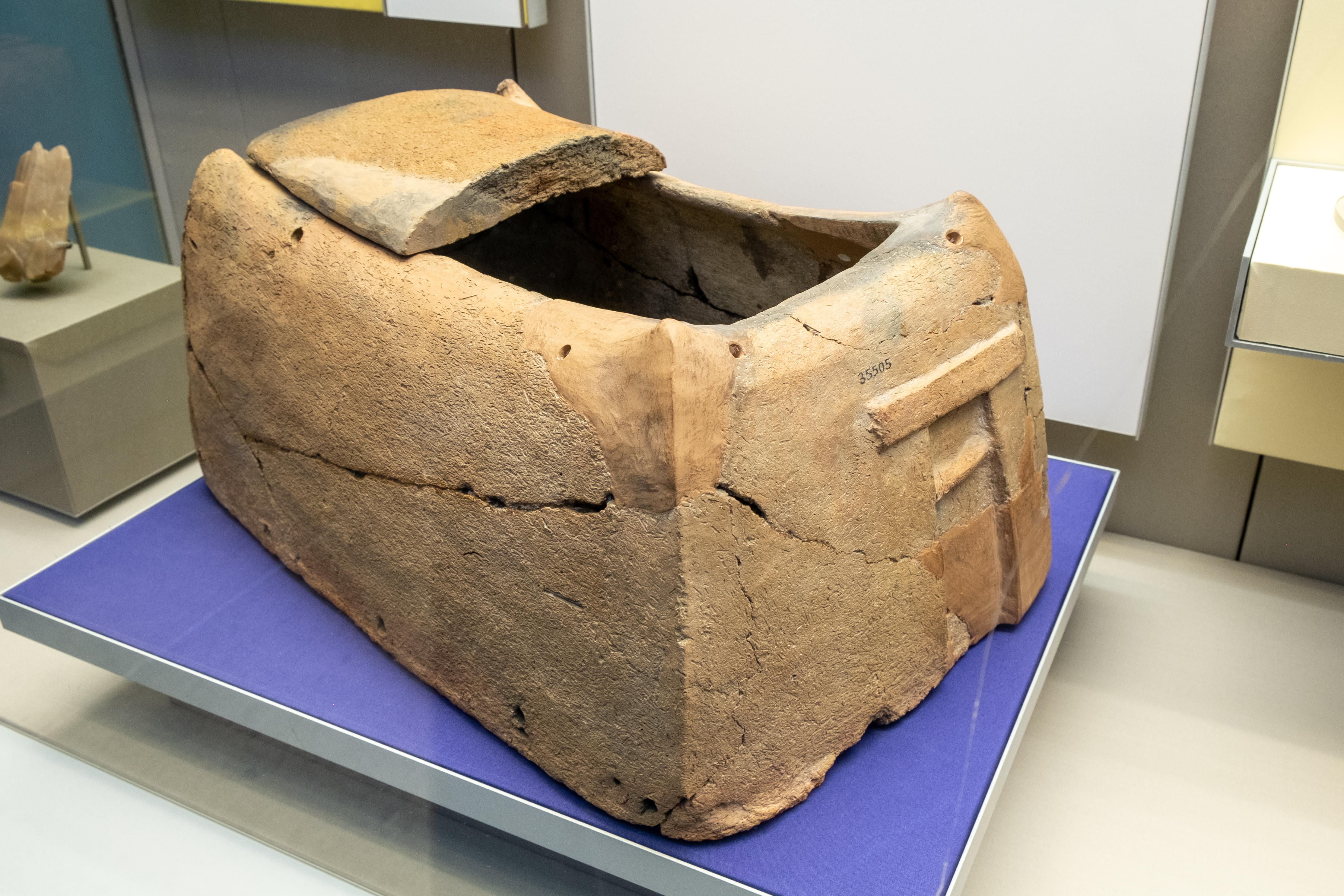
Maison pré-dynastique, El-Amra, Naqada IIC (jusqu'à 3200 avant notre ère) - British Museum (EA 35505).